# Marienbasilika (Kalwaria Zebrzydowska)

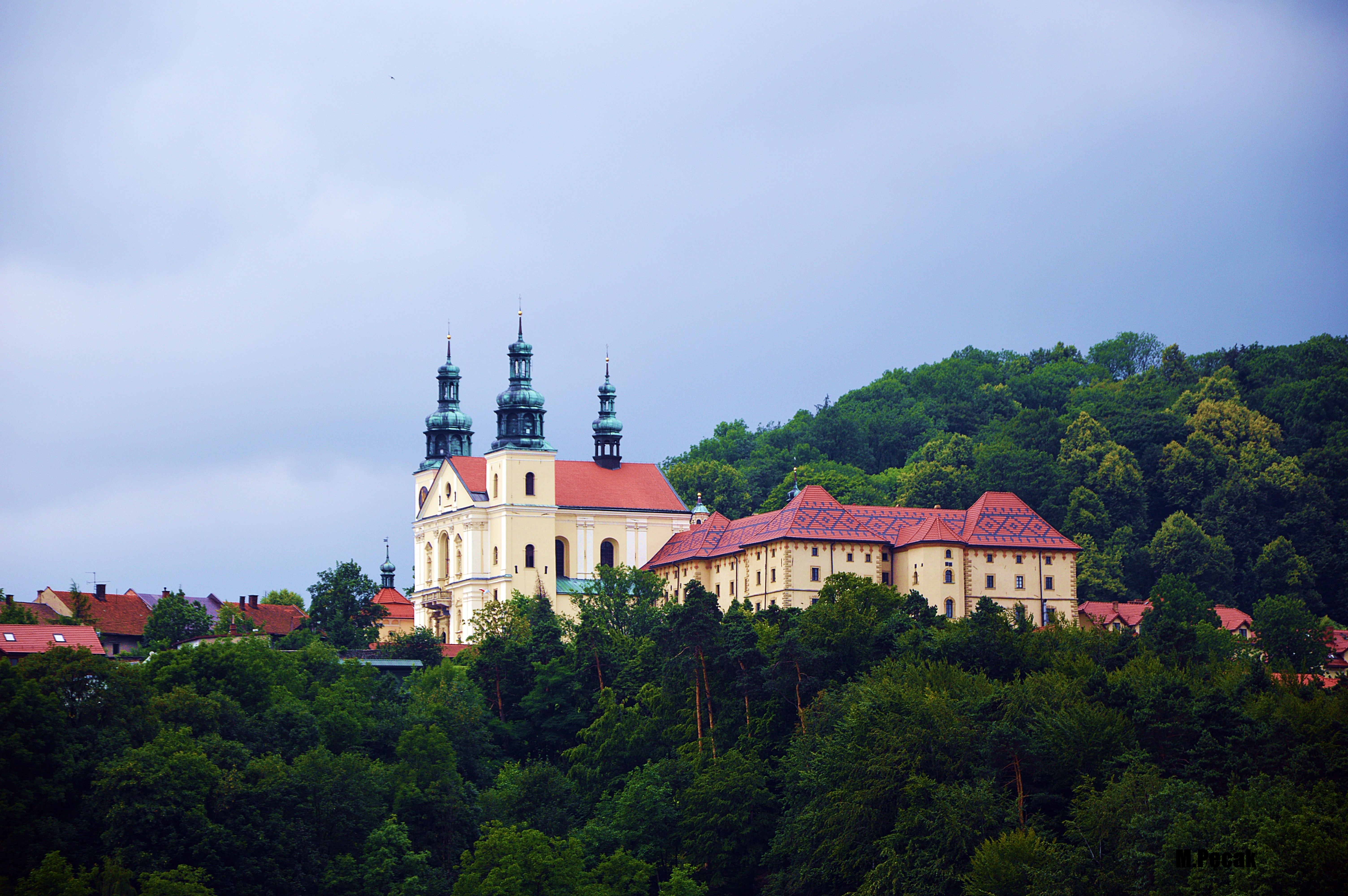
Marienbasilika

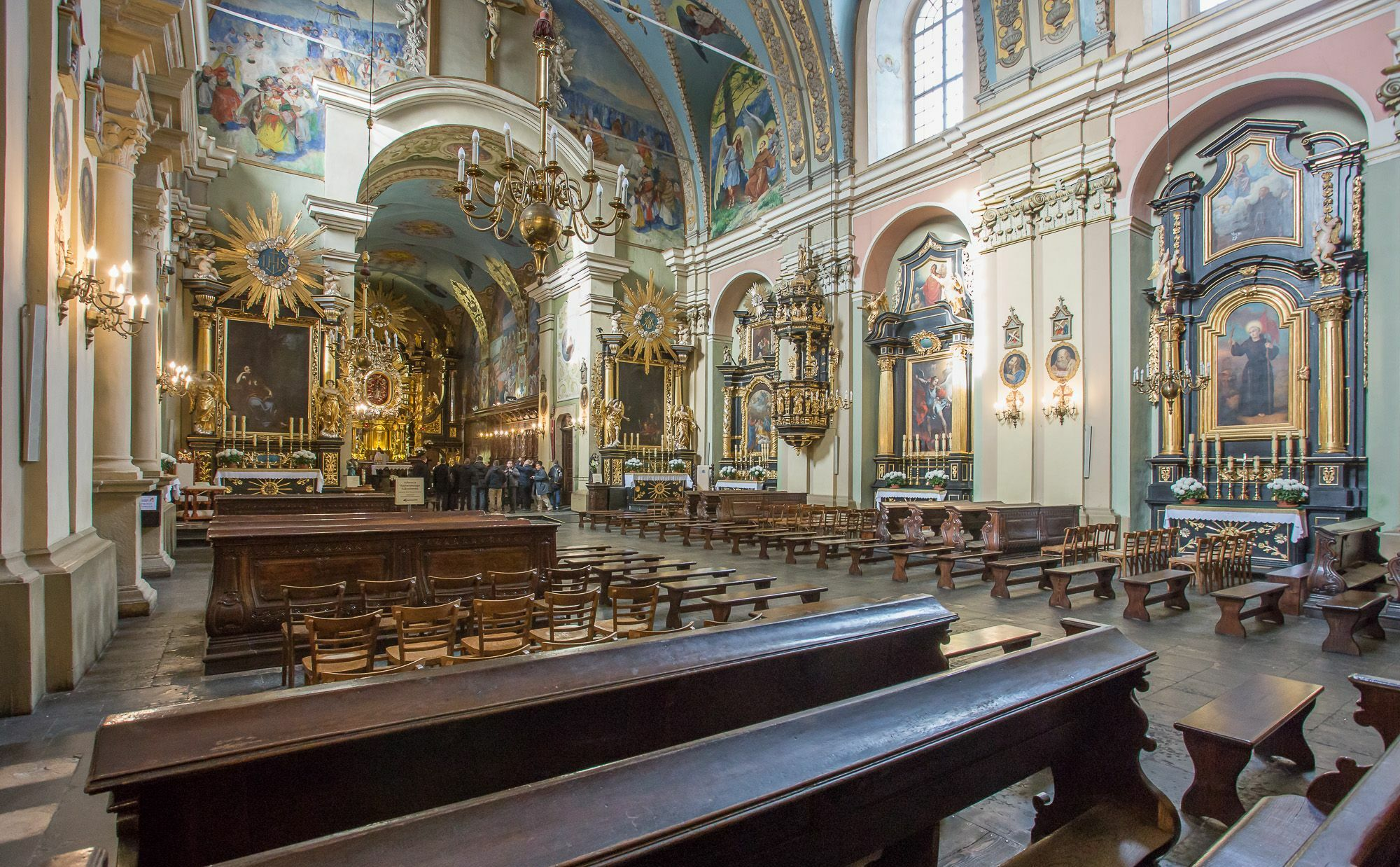
Innenraum

Die Marienbasilika (poln. Bazylika Matki Bożej Anielskiej – Basilika der Gottesmutter von den Engeln) im polnischen Kalwaria Zebrzydowska ist eine römisch-katholische Wallfahrtskirche an der Bernardyńska 46. Sie ist Hauptkirche des Bernhardinerklosters. Sie gehört als Teil des Kalwaria-Zebrzydowska-Parks zum UNESCO-Erbe in Polen und liegt in den Makower Beskiden.

## Geschichte
Die Kirche wurde mit dem dazu gehörenden Bernhardinerkloster in den Jahren 1603 bis 1609 im Stil des Frühbarock von Giovanni Maria Bernardoni erbaut und von Mikołaj Zebrzydowski gestiftet. Die Kirche wurde 1609 vom Krakauer Bischof Peter Tilicki geweiht. Im selben Jahr übergab Mikołaj Zebrzydowski der Kirche eine Gnadenstatue der Muttergottes, die er 1590 in Loreto erworben hatte und von Papst Sixtus V. segnen ließ. 1624 wurde der Vorplatz angelegt. Nach dem Tod Mikołaj Zebrzydowskis 1620 wurde zunächst sein Sohn Jan Zebrzydowski und später ab 1641 sein Enkel Michał Zebrzydowski Gönner der Kirche und des Klosters. Letzterer ließ von 1654 bis 1655 die Kirche und die Klostergärten ausbauen. Von 1658 bis 1667 wurde die Marienkapelle angebaut, in der sich das als wundertätig verehrte Marienbild befindet. Eine weitere Gönnerin Magdalena Czartoryska stiftete einen weiteren Ausbau der Kirche mit einem weiteren Kirchenschiff in den Jahren 1680 bis 1702 sowie einer neuen Fassade mit Kirchtürmen in den Jahren 1702 bis 1720. Mit dem Tod Czartoryskas verlor die Kirche ihre letzte große Gönnerin. 1980 wurde die Kirche zur Basilica minor erhoben.